# Riichi Ito
Riichi Ito est un sous-officier pilote japonais de l'aviation impériale militaire japonaise, né en 1910 dans la préfecture d'Okayama et décédé en 1950.

## Sa carrière
- Engagé d'abord dans l'artillerie, il postula bientôt pour une place de pilote et sortit diplômé de la 47e promotion du cours des élèves-sous-officiers en mars 1934.
- Muté au 11e Daitaï en Mandchourie, il s'y lia d'amitié avec le major Togo, Saburo, originaire du même district que lui. Lors de l'ouverture du conflit de Kahlkin-Gol, en 1939, il se trouvait être le sous-officier le plus ancien du 4e Chutaï du 11° Sentaï, avec près de six années d'expérience.
- Durant les combats de Kahlkin-Gol, du 24 juin au 1er septembre 1939, il accumula missions et victoires.
- Peu après, en 1940, il fut nommé instructeur à l'école de formation aérienne de Tachiari; mais, ayant contracté la tuberculose, il dut quitter le service et mourut des suites de cette terrible maladie en 1950.
- Il était titulaire de 16 victoires homologuées.

## Sources
- (en) Ikuhiko Hata, Yasuho Izawa et Christopher Shores, Japanese Army Air Force fighter units and their aces, 1931-1945, Londres, Grub Street, 2001 (ISBN 1-909166-28-6 et 978-1-909-16628-8)